# Shorea dealbata
Shorea dealbata är en tvåhjärtbladig växtart som beskrevs av Foxworthy. Shorea dealbata ingår i släktet Shorea och familjen Dipterocarpaceae. Inga underarter finns listade i Catalogue of Life.